# Tildy Zoltán (politikus)
Tildy Zoltán (Losonc, 1889. november 18. – Budapest, 1961. augusztus 3.) református lelkész, kisgazda politikus. 1945-tól 1946-ig Magyarország miniszterelnöke, 1946-tól 1948-ig köztársasági elnök. Az 1956-os forradalom alatt a második és harmadik Nagy Imre-kormány államminisztere, Nagy Imre miniszterelnök helyettese.

## Életpályája
Felvidéki értelmiségi családban született Tildy László és Fabriczy Emma fiaként. A gimnáziumot 1901–1906 között Balassagyarmaton, 1907/1908-ban Léván, a piaristáknál, végül 1908–1910 között Selmecbányán, az evangélikus líceum gimnáziumában végezte. Érettségi után a 1910-től a Pápai Református Teológiai Akadémián, majd annak elvégzése után egy évig az írországi Belfastban tanult teológiát ösztöndíjasként. Ezután a Somogy vármegyei Szennán, később 1920 és 1930 között Tahitótfaluban, illetve 1932-től 1946-ig Szeghalmon volt lelkész. 1924-ben alapító tulajdonosa volt a Sylvester Irodalmi és Nyomdai Intézet Rt.-nek, amely egyházi kiadványokat, szakkönyveket jelentetett meg. Fia, Tildy Zoltán fotóművész egyebek mellett szintén kisgazdapárti politikus, országgyűlési képviselő (az 1945–47-es ciklusban), valamint a természetvédelem országos szervezetének vezetője volt 1950 és 1974 között. Felesége, Gyenis Erzsébet 1945-től férje államfői kinevezéséig szintén FKGP-s országgyűlési képviselő volt. Veje, Csornoky Viktor is bejutott a törvényhozásba 1945-ben.

### Politikai pályája

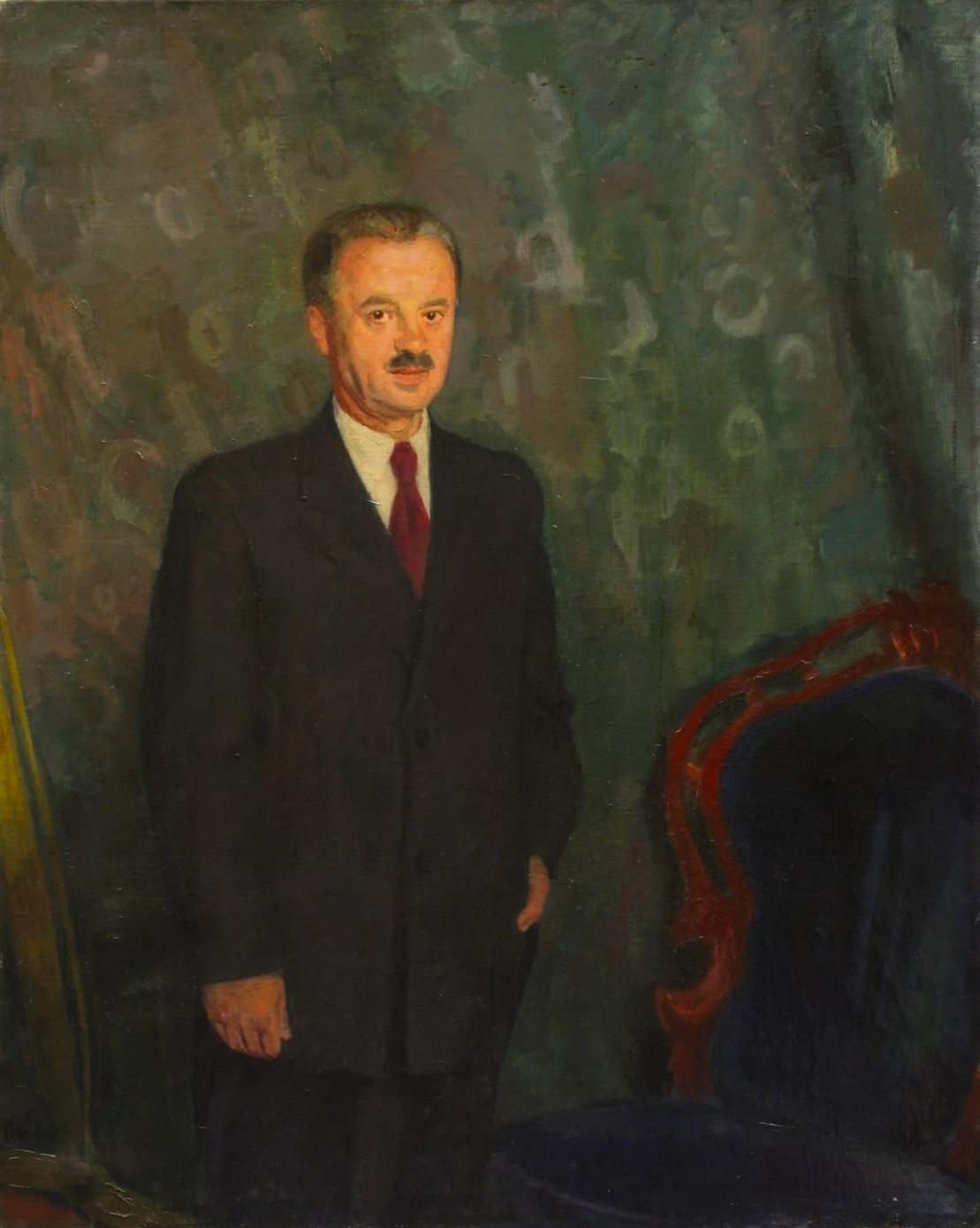
Berény Róbert festményén

1917-ben lépett be a Nagyatádi Szabó István irányitotta Országos Függetlenségi és 48-as Gazdapártba, majd követte Nagyatádit az Egységes Pártba. 1929-ben Nagy Ferenccel együtt szervezte meg a Független Kisgazdapártot, amelyben ügyvezető alelnöki tisztséget vállalt, majd 1945-től országos pártelnök lett. Az 1931-es választásokon indult először, de alulmaradt a kormánypárti ellenjelölttel szemben. Az 1935-ös választásokon csalással ütötték el mandátumától, ami ellen sikeres petíciót nyújtott be. A megismételt voksoláson aztán 1936-ban országgyűlési képviselővé választották. 1939-ben megszavazta a második zsidótörvényt, azonban ezért később nem vonták felelősségre. Az 1939-es választásokon ismét sikerült mandátumot szereznie, így egészen Magyarország német megszállásáig (1944. március 19.) országgyűlési képviselő volt, majd Zoltán fia segítségével illegalitásba vonult és csatlakozott az antifasiszta Magyar Fronthoz.
A második világháború után beválasztották az Ideiglenes Nemzetgyűlésbe, majd az 1945-ös választásokon is országgyűlési mandátumot szerzett, akárcsak fia, Zoltán és felesége, Gyenis Erzsébet (mindhárman a Kisgazdapárt képviseletében). 1945. november 15-étől 1946. február 1-jéig miniszterelnök volt, kormányának tagja volt többek közt Nagy Imre is mint belügyminiszter – igaz, ennek a kormánynak az összetétele kapcsán már szovjet szempontokat is figyelembe kellett venniük.
1946. február 1-jén szűnt meg a királyság mint államforma, mivel a Nemzetgyűlés az 1946. évi I. törvény elfogadásával Magyarországot köztársasággá nyilvánította. A II. köztársaság első államfője köztársasági elnökként Tildy Zoltán lett, a kormányfői posztot Nagy Ferenc kapta meg, aki új kormányt alakított. Noha az 1945-ös választások során a választók több mint 57%-a a kisgazdákat szerette volna kormányon látni, a kommunisták nélkül nem lehetett kormányt alakítani. A szovjet befolyás egyre nőtt, s Tildynek is azt tanácsolták brit és amerikai politikusok, hogy igyekezzen szívélyes viszonyt kialakítani a Szovjetunióval.
Tildy elnöksége alatt folytatódtak a háború utáni népbírósági perek, egyebek között a Sztójay- és Szálasi-kormányok egykori tagjai ellen. A halálos ítéletekkel szembeni kegyelmi kérvény elutasítását államelnökként Tildy írta alá, aminek nyomán jobboldali politikai ellenfelei (a református lelkészek palástjára utalva) „palástos hóhér”-nak nevezték el.
1946-ban a kommunisták belső ellentétek szításával szétrombolták a kisgazdapártot (szalámitaktika), Nagy Ferenc miniszterelnök pedig az ellene felhozott koholt vádak miatt nem jött haza Svájcból. Tildyvel a Baloldali Blokk vezetői 1947-ben feloszlattatták a parlamentet, és augusztus 31-ére új választásokat írattak ki, amelyen jelentős csalások történtek az ún. kék cédulák felhasználásával. Tildyt 1948. július 31-én mondatták le veje, Csornoky Viktor hazaárulás vádjával való letartóztatása miatt. (Tildy köztársasági elnöki tisztsége hivatalosan csak augusztus 3-án szűnt meg.) Ezután Tildy Zoltánt 1948 augusztusától egészen 1956 májusáig – közel nyolc évig – házi őrizetben tartották.
1956. október 27. és november 12. között a második és harmadik Nagy Imre-kormányban államminiszter volt. A forradalom bukása után, 1958-ban hat év börtönre ítélték. 1959 áprilisában egyéni kegyelemmel szabadult, ettől kezdve teljes visszavonultságban élt 1961. augusztus 3-án bekövetkezett haláláig.
1989. július 6-án – halála után 28 évvel – rehabilitálták. A Legfelsőbb Bíróság – akárcsak az 1956-os forradalom mártírjai esetében – kimondta, hogy az ítélet törvénysértő volt, ezért azt hatályon kívül helyezte.

### Kutatható iratanyaga
Miniszterelnöki működési időszakából (az 1945–1946 közti évkörből) 0,12 iratfolyóméternyi (1 doboznyi), maradandó értékűnek minősített iratanyaga került az Országos Levéltár, mai nevén Magyar Nemzeti Levéltár Országos Levéltára őrizetébe, ahol az a XIX-A-1-d törzsszámon kutatható.

## Művei
- A boldog és igaz élet útja; Szabó Nyomda, Kaposvár, 1921 (A Falusi Lelkipásztor könyvtára)
- A presbiter kötelességei és hivatása; 3. kiad.; Magyar Vallásos Traktátus Társaság, Kaposvár, 1921 (A „Reformáció” könyvtára)
- Bereczky Albert–Tildy Zoltán: Krisztus győz! Elmélkedések; Szabó Nyomda, Kaposvár, 1922
- Patkós Péter nehéz éjszakája. Elbeszélések; Magyar Traktátus Társaság, Tahitótfalu, 1923
- A Tóth-család esetei. Elbeszélések 1–2.; Magyar Traktátus Társaság, Tahitótfalu, 1923
- Lesz még dicsőbb jövőnk nekünk. Három színdarab műkedvelői előadásokra; Sylvester Nyomda, Tahitótfalu, 1924
- Mózes perbe száll az Úrral; „Az Út”, Cluj-Kolozsvár, 1926 (Ünnepnapok)
- A Tóth család. Elbeszélések; Sylvester Nyomda, Tahitótfalu, 1927
- Az aradi vértanúk története; Sylvester Nyomda, Tahitótfalu, 1929
- Árva Péter bosszúja. Kis regény; Keresztyén Család, Budapest, 1929
- A nagy föld. Színjáték műkedvelők részére; Sylvester, Budapest, 1930
- Két esztendő munkája a parlamentben; A Független Kisgazda, Budapest, 1939
- Tildy Zoltán beszéde 1945. április 8-án a Független Kisgazda-, Földmunkás- és Polgári Pártnak a felszabadulás után tartott első budapesti nagygyűlésén; Független Nyomda, Budapest, 1945
- Tildy Zoltán beszéde az ideiglenes nemzetgyűlés 4-ik és 7-ik ülésén, 1945. év szeptember 6-án és 12-én; M. H. I. Rt., Budapest, 1945
- Nemzeti feladataink; Demokrácia, Budapest, 1946
- Tildy Zoltán centenáris szilveszteri szózata a magyar néphez; Független Nyomda, Budapest, 1948

## Emlékezete

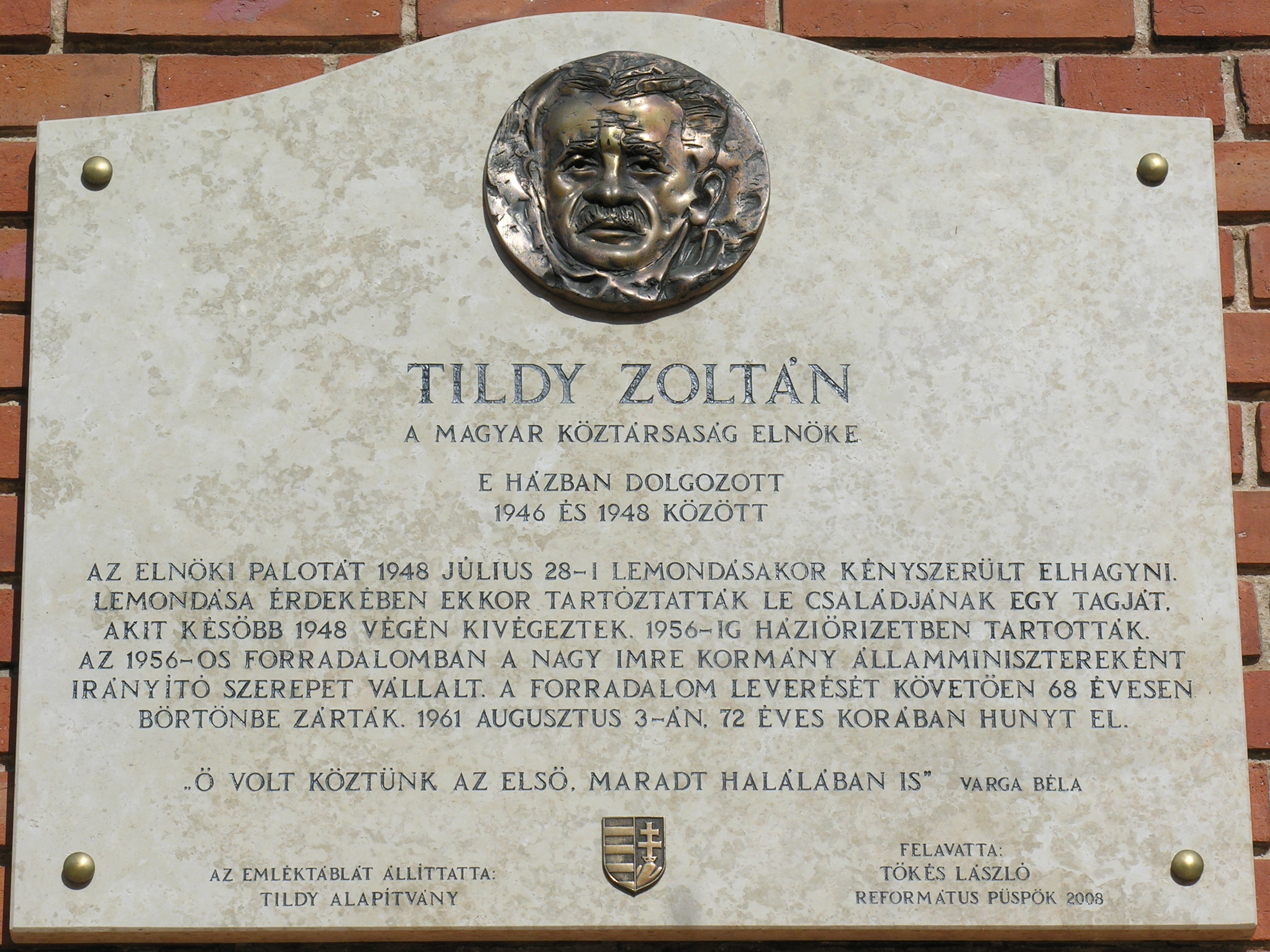
Elnöki emléktáblája Budapesten (Festetics-palota, Pollack Mihály tér 3.)
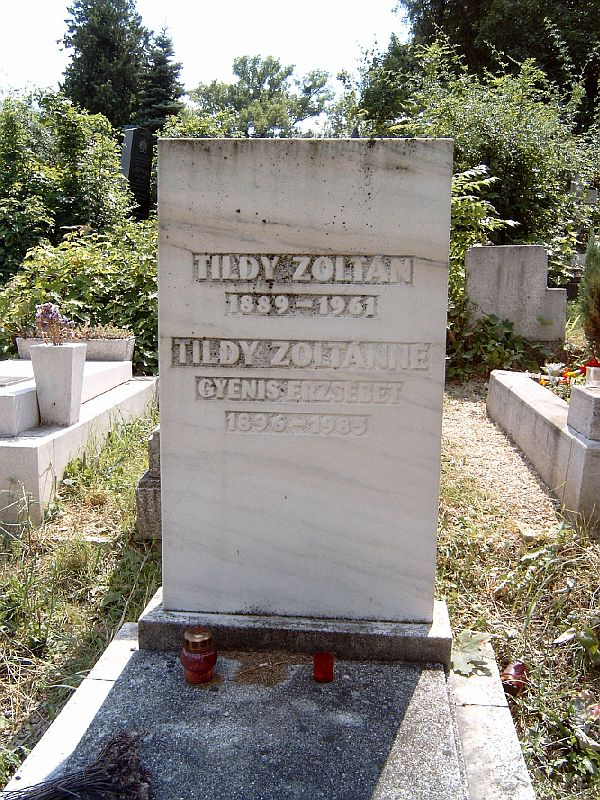
Sírja a Farkasréti temetőben: 49/7-2-6.
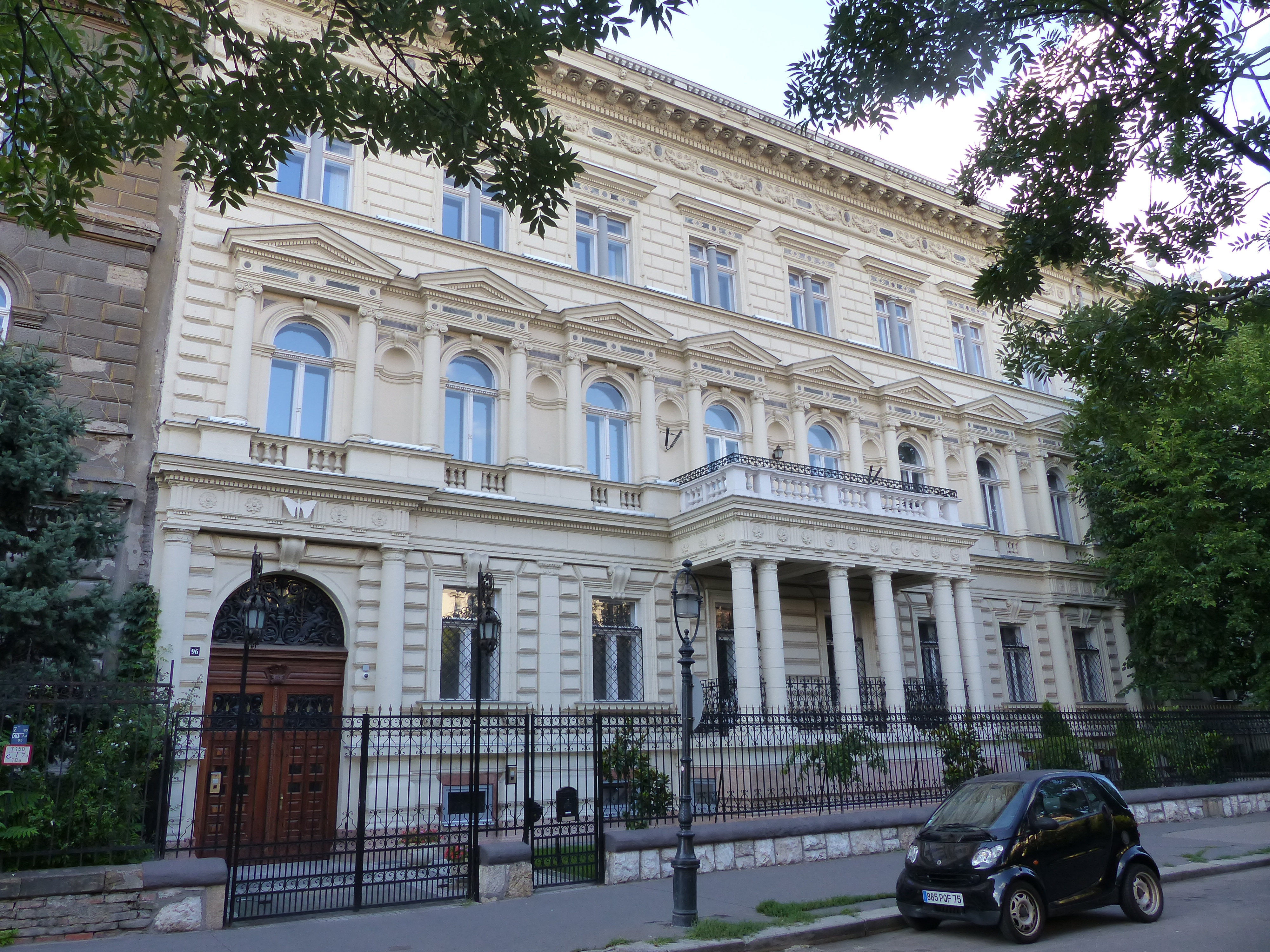
Az ún. Tildy-palota, Andrássy út 96.

- Tildy Zoltánról nevezték el 2008-ban a tahitótfalui Duna-hídat.[8]
- Az ő nevét kapta Szeghalmon a helyi általános iskola, valamint a település egyik főutcája.
- Emléktáblát helyeztek el tiszteletére a budapesti VIII. Pollack Mihály tér 3. számú épületen is.
- Alakja felbukkan (említés szintjén) Kondor Vilmos magyar író Budapest novemberben című bűnügyi regényében.